# Polissó del tren d'aterratge

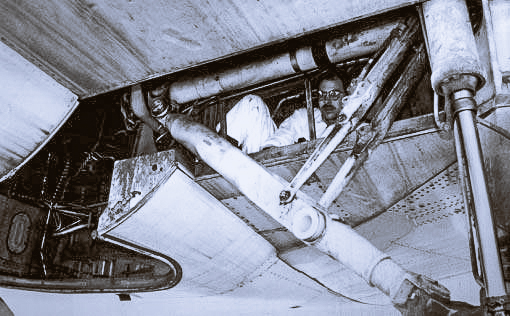
Simulació d'un polissó al compartiment de les rodes d'un DC-8 segons una investigació de la FAA CAMI

Els polissons del tren d'aterratge són persones que intenten viatjar al compartiment de les rodes o tren d'aterratge d'un avió. Entre 1947 i 2015, un investigador de la Federal Aviation Administration (FAA) va documentar 113 intents d'aquest tipus en 101 vols. Aquestes 113 persones eren totes homes, la gran majoria menors de 30 anys. Hi va haver 86 morts, una taxa de mortalitat del 76 per cent, amb molts difunts no identificats. A més a més, és molt probable que hi hagin casos no documentats.
Els polissons tenen un risc alt de morir durant totes les fases del vol. A vegades no poden romandre al compartiment durant l'enlairament i l'aterratge i cauen, morint. Després d'enlairar-se, l'avió retrau el tren d'aterratge al seu compartiment i hi ha la possibilitat d'aixafar el polissó. Encara que pugui evitar danys físics, el polissó encara s'enfronta a patir hipotèrmia i hipòxia a causa de la gran altitud, així com pèrdua d'audició per exposició prolongada als nivells de soroll perillosament alts de fora de la cabina.

## Fisiologia aeromèdica
En altituds superiors als 2.500 metres, l'hipotèrmia es converteix en un risc i hi ha una reducció de la pressió atmosfèrica i la pressió parcial d'oxigen que pot afectar els processos fisiològics. Quan es superen els 6.000 metres, els polissons també poden patir síndrome de descompressió i embòlisme gasós per nitrògen.
Les temperatures segueixen disminuint amb l'altitud i poden baixar fins a -63 ºC. Amb el descens de l'avió, es produeixen un reescalfament i una reoxigenació graduals; si el polissó no recupera la consciència i mobilitat en el moment en què es desplega el tren d'aterratge durant l'apropament final, o bé ja ha mort, el cos pot caure de l'avió. Segons la FAA, és probable que el nombre de polissons sigui superior al que mostren els registres perquè els cossos han caigut a l'oceà o en zones remotes. Es troben molts polissons, tant vius o morts, amb el cos cobert de gebre, cosa que suggereix hipotèrmia severa durant el vol. Fidel Maruhi, que va sobreviure en un vol de Tahití a Los Angeles l'any 2000, tenia una temperatura corporal de només 26 ºC quan el personal d'emergència va començar a atendre'l a la pista, molt per sota dels nivells que normalment es consideren mortals.
Es desconeix com els supervivents no moren en condicions tan extremes. Un document de la FAA de 1996 va proposar que, quan els humans es troben en un entorn que sobrepassa la capacitat del cos per controlar la seva pròpia temperatura, esdevenen poiquilotèrmics i entren en un estat d'hibernació que permet al cos sobreviure temporalment amb molt poc oxigen. Entre els 99 casos coneguts de clandestins des de 1947 fins al 2013, hi va haver 76 víctimes mortals i 23 supervivents. També hi ha la possibilitat de casos no documentats que sobreviuen i s'escapen de l'avió sense ser descoberts, a vegades amb ajuda externa.
Un supervivent, Armando Socarras Ramírez, va fugir de Cuba a bord d'un vol d'Iberia de l'Havana a Madrid el 1969. Al 2021, va declarar que els seus primers records posteriors al vol són de metges anomenant-lo "Senyor Polo" perquè el gebre li cobria el cos quan el pilot el va descobrir a l'arribar al destí. Havia pujat a l'avió mentre aquest rodava per la pista, portant només una llanterna, corda i llana per tapar-se les orelles; un company va caure de l'altra roda molt abans de l'enlairament i un tercer va fer-se enrere a l'últim moment. Després de l'enlairament, va patir congelació als dits amb gangrena, i va perdre la consciència mentre tremolava incontrolablement. Va estar-se un mes en un hospital sense sentit de l'oïda, però avui en dia es troba completament recuperat i sense seqüeles físiques.

## Als mitjans de comunicació
En general, quan hi ha un cas de polissó del tren d'aterratge, la premsa i els mitjans de comunicació en fan una bona cobertura. Un dels incidents més notables el va protagonitzar Keith Sapsford (14 anys) de Sydney, Austràlia, que va morir al caure de 60 metres d'altura des del compartiment de les rodes d'un Douglas DC-8 de Japan Air Lines amb destinació a Tòquio el 24 de febrer de 1970. Poc després d'enlairar-se a l'aeroport Kingsford Smith, el fotògraf aficionat John Gilpin estava provant una nova càmera fent fotos als avions, i no es va adonar que havia captat els últims moments del nen fins que va revelar les imatges una setmana després. La foto va aparèixer a la revista Life de la setmana del 6 de març de 1970, a la seva secció "Parting Shots", que s'ocupa d'instantànies especialment rellevants per a l'actualitat.

## Llistat de casos de polissons
A vegades es troben polissons a la bodega de càrrega, al compartiment de recanvis, els quals estan pressuritzats, o fins i tot dins la pròpia cabina de l'avió. En un cas particular del 31 de juliol de 2013, un gat va sobreviure en un vol d'Atenes a Zúric amagat al tren d'aterratge davanter d'un Airbus A321. De moment, aquesta llista només està disponible a la versió anglesa d'aquest article, pendent d'actualitzar-se.